# Підгорний ВТТ
Підгорний ВТТ (рос. ПОДГОРНЫЙ ИТЛ, Подгорное ЛО, Подгорлаг) — підрозділ, що діяв в системі виправно-трудових установ СРСР.
Організований 14.05.53 (перейменований з Будівництво 612 і ВТТ);

закритий 24.11.53;
знову організований 10.06.54 на базі існуючих таб. підр. при СУ 612;

остаточно закритий 09.03.56 (переданий в ОВТК МВС Киргизької РСР).

## Підпорядкування і дислокація
- ГУЛАГ МЮ з 14.05.53;
- ГУЛАГ МВС з 10.06.54;
- Головпромбуд (Головне управління промислового будівництва) з 03.02.55 ;
- ГУЛАГ МВС — не пізніше 01.08.55

Дислокація: Киргизька РСР, с. Калінінське Фрунзенської області;

м. Фрунзе

## Виконувані роботи
- обслуговування Буд-ва 612,
- буд-во цеха в сел. Кара-Балта, споруд на Курдайському руднику, ЛЕП, житла,
- буд-во дороги Кочкорка — об'єкт, бетонного з-ду,
- буд-во 6-ти радгоспів в Казахській РСР, МТС в Наримі

## Чисельність з/к
- 15.07.53 — 4427;
- 01.08.54 — 3472,
- 01.12.54 — 3810,
- 01.01.55 — 2268,
- 01.08.55 — 2161,
- 01.01.56 — 1531,
- 01.03.56 — 1392